# 岐阜県飛騨食肉衛生検査所
岐阜県飛騨食肉衛生検査所（ぎふけんひだしょくにくえいせいけんさしょ）は、岐阜県高山市にある岐阜県が運営する公共施設。

## 概況
- と畜場法のより設置されている食肉衛生検査所である。
- 飛騨牛に特化した食肉衛生検査所である。飛騨ミート農業協同組合連合会（JA飛騨ミート）の飛騨牛の輸出拡大、それ伴う関連業務の増加に対応するため、従来、飛騨保健所が行っていた業務（と畜検査、HACCPに基づく衛生管理など）を引き継いでいる。
- JA飛騨ミートに隣接する。

## 施設
- 検体前処理室
- 微生物検査室
- 病理検査室

など

## 沿革
- 2018年（平成30年）
  - 4月1日 - 岐阜県飛騨保健所からと畜検査、輸出食肉関連業務を引継ぎ、岐阜県飛騨食肉衛生検査所として発足。飛騨総合庁舎内に仮事務所を設置。検査は飛騨保健所の検査室で行う。
  - 5月1日 - 事務所を高山市清見支所に移転。
- 2019年（平成31年）3月 - 岐阜県飛騨食肉衛生検査所の庁舎の建設地が高山市前原町に決定する。
- 2020年（令和2年）3月 - 庁舎の建設に着手する。
- 2021年（令和3年）2月17日 - 庁舎が完成。開所式を行う[1][2]。

## 所在地
- 岐阜県高山市前原町17-1

## 交通アクセス
- JR高山本線「高山駅」下車、徒歩約60分。
- 濃飛バス荘川線「太平橋」バス停より徒歩15分。
- 中部縦貫自動車道高山西ICより車で約10分。